# Relay (satelliet)
De Relay-serie was een kortstondig Amerikaans communicatiesatellietprogramma in de beginjaren van de ruimtevaart. Het waren NASA's prototypes voor een operationele communicatiesatelliet. Beide satellieten werden gebouwd door de firma RCA.

## Relay 1
Relay 1 (ook wel: Relay A) werd met een Delta-B gelanceerd op 13 december 1962 in een baan om de aarde met een perigeum van 1322 km. en een apogeum van 7440 km. De inclinatie bedroeg 47,49° en hij draaide ruim 167 maal per minuut om zijn lengte-as; na ruim een jaar was deze afgenomen tot 151 omwentelingen .
Het toestel werd ontworpen op interne temperaturen van −1 to + 38 °C; de temperatuur aan de buitenzijde tussen −100 en + 38 °C. In de praktijk bereikte de accu een temperatuur van 27 °C, terwijl het grootste deel van het interne boordinstrumentarium op 18 °C bleef . In eerste instantie kon de transponder 30 à 35 minuten functioneren; na een maand (± 200 omlopen) liep dit terug tot een kwartier. De twee ontvangers die de commando-instructies vanaf de grond verwerkten zaten in één behuizing, om zowel massa als volume te beperken. Deze waren ontworpen op maximale betrouwbaarheid, gevoeligheid en onderdrukking van "valse" signalen en minimaal gewicht en energieverbruik. Om het risico op storingen te beperken benutte men hiervoor zo min mogelijk onderdelen.
Naar hedendaagse begrippen waren zowel de afmetingen, gewicht als prestaties uiterst bescheiden.
Deze kunstmatige satellieten hadden een lengte van 81 cm, een diameter van 74 cm en een massa van slechts 78 kg.
De zendcapaciteit was kleiner dan die van de Telstar 1: er kon slechts één tv-programma óf 24 telefoongesprekken worden overgeseind.
Het voornaamste doel van deze sonde was het testen van de signaaloverdracht van tv, telefoongesprekken, digitale data en facsimile. Evenals Relay 2 (gelanceerd op 21 januari 1964) was dit een experimentele satelliet; de wetenschap wilde de prestatie-grenzen van de toenmalige kunstmanen vaststellen. Daarnaast installeerde men apparatuur om de stralingsgordels rond de Aarde te meten en in kaart te brengen.
De eerste veertien dagen na lancering kampte deze kunstmaan met technische problemen: hij reageerde raar op bepaalde radiosignalen en er lekte stroom weg. Na deze twee weken gedroeg de satelliet zich weer normaal. Dit bleef zo tot begin 1965; door het probleem met de stroomvoorziening was er vanaf toen nog slechts onregelmatig contact met de sonde. Na 10 februari 1965 kwamen er geen wetenschappelijk nuttige gegevens meer binnen.

## Relay 2
Relay 2 (ook wel: Relay B), gelanceerd op 21 januari 1964 met een Delta-B, had een omwentelingsbaan met een perigeum van 2091 km en een apogeum van 7411 km met een inclinatie van 46,29°. Ook hier bedroeg de massa 78 kg. Net als Relay 1 was dit vooral een experimentele communicatiesatelliet met extra apparatuur om stralingsgordels in kaart te brengen. In vergelijking met zijn voorganger was het ontwerp enigszins gewijzigd, hetgeen zijn vruchten afwierp: de ongewenste reactie op bepaalde radiosignalen bleef nu achterwege. Op 20 november 1966 kreeg een van de twee transponders aan boord technische problemen; vanaf 20 januari 1967 kwam hiervan geen signaal meer door. Het andere exemplaar bleef functioneren tot 9 juni 1967.
Een van de conclusies van dit programma was, dat interfererende radiosignalen grote gevolgen hadden voor de bediening van de kunstmanen.

## Huidige situatie
Zowel Relay 1 als Relay 2 bevinden zich nog steeds in een baan om de aarde.

## Externe links

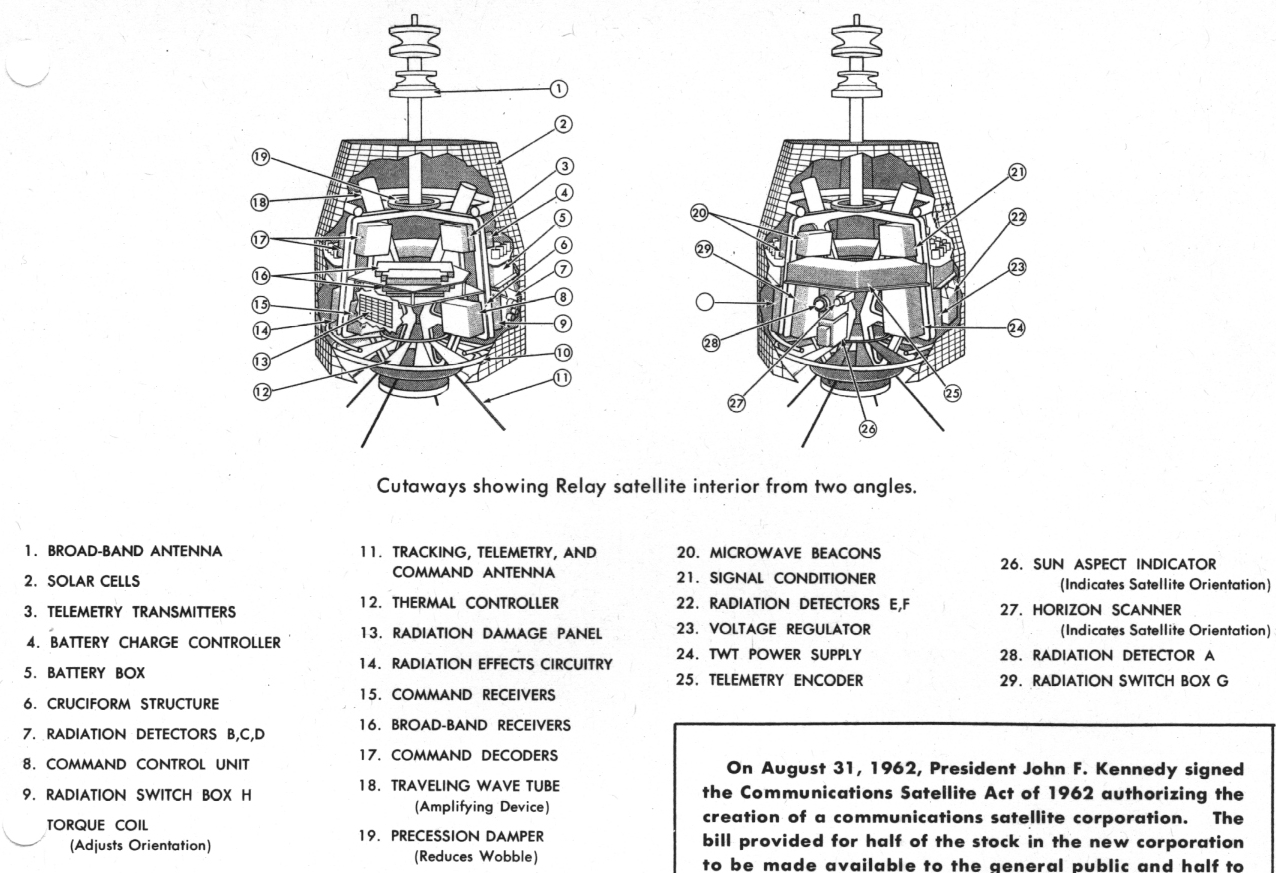
Ontwerp van de Relay 1
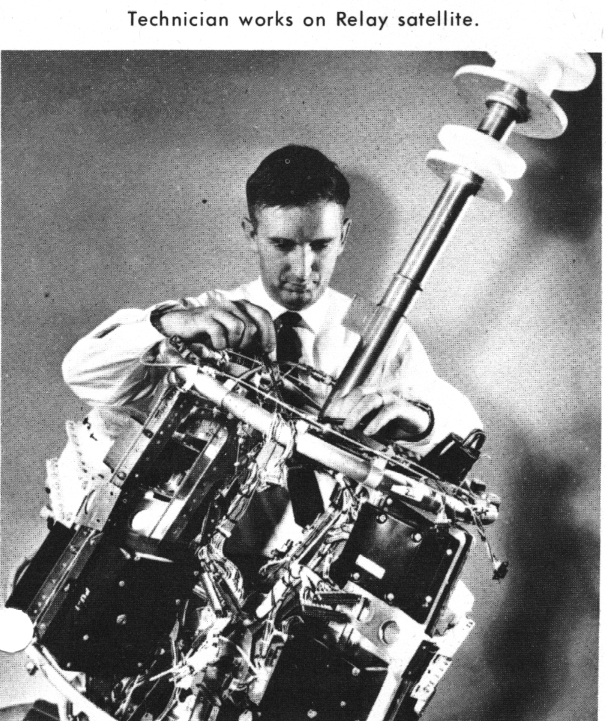
Een technicus werkt aan de Relay 1
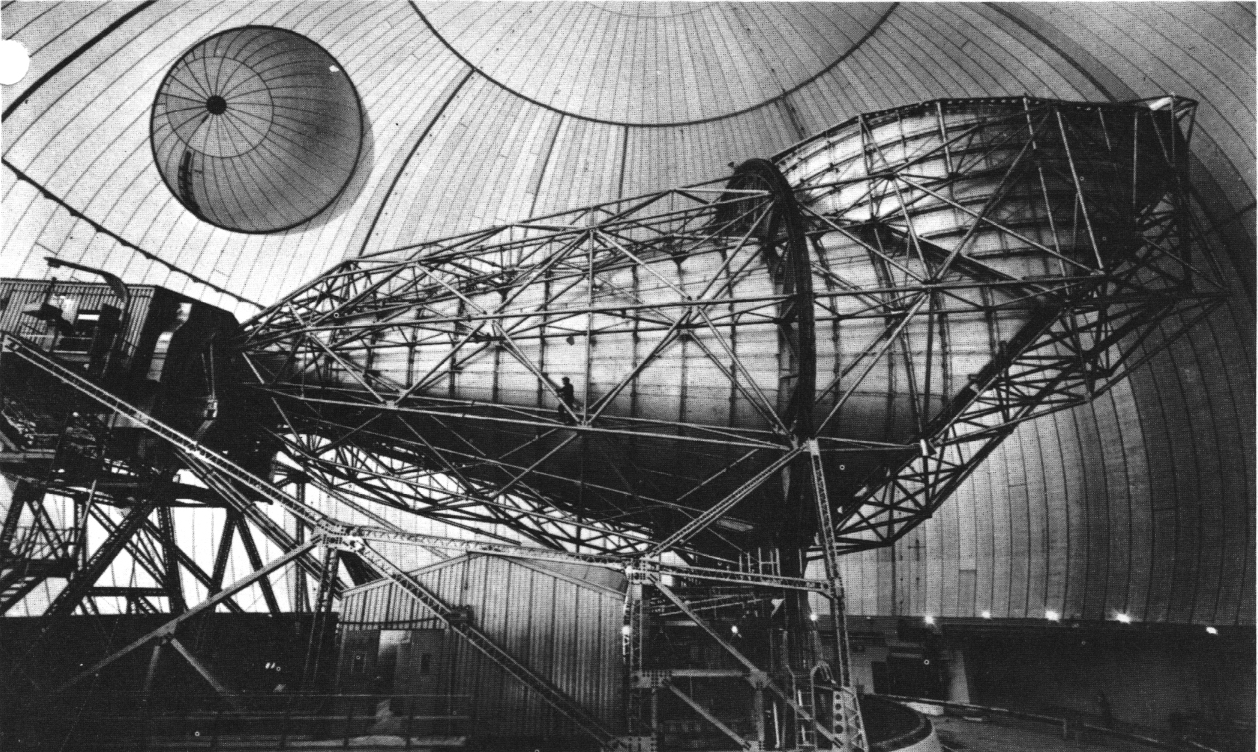
De hoornantenne die werd gebruikt voor communicatie met Relay 1